# 斯圖爾特·蘭卡斯特
斯圖爾特·蘭卡斯特（英語：Stuart Lancaster；1969年10月9日—）是一位英格蘭已經退役的橄欖球運動員。他曾任英格蘭國家橄欖球隊的主教練。